# Jamaica op de Olympische Winterspelen 2014
Jamaica was een van de landen die deelnam aan de Olympische Winterspelen 2014 in Sotsji, Rusland.
Bij de zevende deelname van Jamaica aan de Winterspelen werd het land voor de zesde keer alleen vertegenwoordigd door bobsleeërs. Alleen in 2010 was een freestyleskiër de enige vertegenwoordiger. Op deze editie nam alleen een tweemansbob deel met als piloot 
Winston Watts en remmer Marvin Dixon. Watts was in 2002 eveneens piloot in de tweemansbob, toen met Lascelles Brown als remmer. In 1994 en 1998 was hij bemanningslid in de viermansbob achter piloot Dudley Stokes.

## Deelnemers en resultaten
(m) = mannen, (v) = vrouwen 

### Bobsleeën
| Olympiër                   | Onderdeel    | Resultaat | Prestatie                                                                                   |
| -------------------------- | ------------ | --------- | ------------------------------------------------------------------------------------------- |
| Winston Watts Marvin Dixon | tweemans (m) | 29e       | Totaal: 2.55,40 (58,42 (30e) / 58,81 (30e) / 58,17 (29e) / niet gekwalificeerd voor 4e run) |